# Чолевински, Лаурен
Лаурен Чолевински (англ. Lauren Myrtie Cholewinski; род. 15 ноября 1988 года, Пайнвилл, США) — американская конькобежка, участница зимних Олимпийских игр 2010 и зимних Олимпийских игр 2014 года.

## Биография
Лаурен Чолевински родилась в городе Пайнвилл, штат Северная Каролина, США. Впервые встала на коньки в девятилетнем возрасте. Была участником национальной программы по подготовке конькобежцев «US National Long Track Training Program». За её подготовку отвечал Деррик Спирс (англ. Derrick Speas). Помимо занятия спортом, Лаурен тренировалась на базе подготовки пилотов «G&B Flight Academy» в Юте, чтобы получить лицензию. В свободное время подрабатывает моделью. Её родной брат Джеймс Чолевински также занимается конькобежным спортом.
Лучший, на март 2018 года, свой персональный показатель на соревновании международного уровня под эгидой ИСУ Чолевински продемонстрировала во время чемпионата мира по конькобежному спорту на отдельных дистанциях 2011 года, проходившем в германском городе Инцелль. 13 февраля на катке Макс Айхер Арена во время забега на 500 м среди женщин с итоговым результатом 77.720 очков (+1.79) она заняла 13-е место.
На зимних Олимпийских играх 2014 года, вторых в её карьере, Лаурен Чолевински была заявлена для участия в забеге на 500 м. 11 февраля 2014 года на ледовом катке Адлер-Арена в забеге на 500 м среди женщин она финишировала с результатом 77.35 (+2.65). В итоговом зачёте Лаурен заняла 15-е место.